# Леман, Альмут
Альмут Леман (нем. Almut Lehmann; в замужестве Пайпер нем. Peyper род. 10 июня 1953 года, Штутгарт, ФРГ) — немецкая фигуристка, выступавшая в парном разряде. В паре с Гербертом Визингером она — бронзовый призёр чемпионата Европы и трёхкратная чемпионка Германии. После завершения спортивной карьеры выступала в ледовом шоу «Ice Capades» в США.

## Результаты
| Соревнования            | 1969—1970 | 1970—1971 | 1971—1972 | 1972—1973 |
| ----------------------- | --------- | --------- | --------- | --------- |
| Зимние Олимпийские игры |           |           | 5         |           |
| Чемпионаты мира         | 6         | 5         | 5         | 4         |
| Чемпионаты Европы       | 5         | 5         | 4         | 3         |
| Чемпионаты Германии     | 2         | 1         | 1         | 1         |
| Nebelhorn Trophy        |           | 1         |           |           |

## Личная жизнь
Вышла замуж за Питера Пайпера одного из руководителей труппы «Ice Capades», где она выступала после завершения активной карьеры. Сейчас проживает во флоридском городе Сарасота (США), где работает с местной балетной труппой.